# Тухов
Ту̀хов или Тухув (на полски: Tuchów) е град в Южна Полша, Малополско войводство, Тарновски окръг. Административен център е на градско-селската Туховска община. Заема площ от 18,10 км2.

## Население
Според данни от полската Централна статистическа служба, към 1 януари 2014 г. населението на града възлиза на 6 720 души. Гъстотата е 371 души/км2.